# 同润会公寓

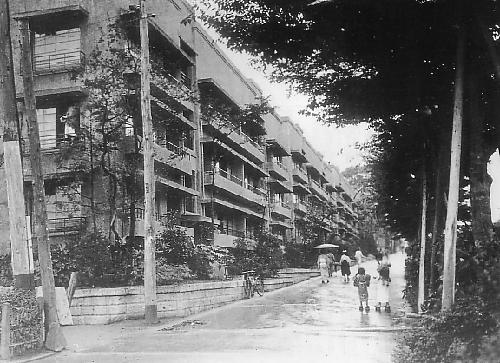
同润会青山公寓建成后的历史照片（東京・表参道）

同润会公寓是日本大正时代末期、昭和时代初期，由日本同润会在東京、横滨等地推广建造的钢筋混凝土式新型建筑群落。

## 建设背景
1923年的东京大地震后，日式传统木制结构的房屋不耐火，地震引起的火灾造成了大量居住房屋的焚毁。灾后日本城市规划开始将『不燃化』作为考虑重点因素。

## 历史沿革
同潤會始於關東大地震後之建物重建基金會，其資源來自日本政府當時獲得各國大量捐款，並於災後不久於內務省轄下之成基金額1000萬日圓的基金會，將名稱定為『財團法人同潤會』，爾後簡稱同潤會。
關東大地震前，日本政府及民間建築多針對單一建物的防火為災害規畫，但在1923年關東大地震後，改以都市整體或區域性為防災性能做全面性計畫。而明治維新之後，歐美先進的都市計畫及建築概念也進入到日本，故同潤會也在這時期吸收相同的觀念，在面對當時滿目瘡痍的東京，採用許多新穎且富有整體性的建築計畫，並確實的執行完成。所以同潤會所規畫之住宅及社區頗有引領當時建築技術及都市計畫之先鋒。
並根據存檔文件可得知，當時基金會在建築規畫外，亦有參與了受災戶的週邊機能方面的重建部分。例如：對於商店街、社福設施、不良住宅改良……等。由此可知同潤會不僅著重住宅硬體的建設、更是對於現代化住宅的防災、新式住宅諮詢，以透過先期預防手段來達成防災的規畫。
上述，於現存的政府統計數據窺得一二，當時東京市內鋼筋混凝土公寓中，同潤會規畫約佔了半數以上，可謂確立了往後住宅開發的指標或謂其為政府的建築政策典範。
伴著日本政府逐漸趨於向外之國際策略，並與他國有軍事上的衝突後，國家導向集中資源供給軍事運作，同潤會也在這樣的時空背景下解散，並由1941年成立的『住宅營團』接手基金會之運營，也正式為同潤會18年的歷史會下休止符。而在二次大戰後，日本政府體系盡被美國接管，『住宅營團』也被視為政府組織之一，遭到接管清算後、強制解散。